# Ene Bruce
Ene (Zoja) Falkenberg Bruce, född 2 november 1914 i Pskov, Ryssland, död 2003, var en estnisk svensk konstnär.
Hon var dotter till ingenjören Johan Falkenberg och Helene Silin och från 1946 gift med kyrkoherden i Attmars församling Erik Bruce. Efter avlagd studentexamen studerade Bruce konst i Tallinn och Dorpat 1937-1943. Hon var sedan 1944 bosatt i Sverige och blev svensk medborgare 1946. Hon genomförde en studieresa till Paris 1948. Separat ställde hon ut i bland annat Sundsvall och Sveg. Hon medverkade i utställningen Estnisk konst på Värmlands museum 1945 och Estnisk och lettisk konst på Liljevalchs konsthall 1946 samt Härjedalen i konsten på Skansen i Stockholm. Hennes konst består av landskapsbilder ibland med motiv från fjällvärlden, nakenstudier och en stor del porträtt. Bruce är representerad vid Sundsvalls kommun.